# Приозёрное (Павлодарская область)
Приозёрное (каз. Приозёрный) — упразднённое село в Павлодарском районе Павлодарской области Казахстана, располагавшееся в 100 км к западу от Павлодара и в 84 км к северо-западу от Аксу. Находилось в подчинении городской администрации Аксу. Входило в состав Жолкудукского сельского округа. Было ликвидировано в 2003 году.
Село Приозёрное было центральной усадьбой бывшего мясо-молочного совхоза «Приозёрный», образованного в 1954 году.

## Население
В 1985 году в Приозёрном жили 936 человек, в 1989 году население села составляло 919 человек. По данным переписи 1999 года в селе проживало 157 человек (72 мужчины и 85 женщин).